# Hightown, Merseyside
Hightown är en ort och civil parish i Storbritannien.   Den ligger i distriktet Sefton i Merseyside i riksdelen England, i den centrala delen av landet, 300 km nordväst om huvudstaden London. Hightown ligger 9 meter över havet och antalet invånare är 2 297.
Terrängen runt Hightown är mycket platt. Havet är nära Hightown åt sydväst.  Närmaste större samhälle är Liverpool, 13,8 km söder om Hightown. 